# کارلوس بیسوتو
کارلوس بیسوتو (انگلیسی: Carlos Biasutto؛ زادهٔ ۲۲ فوریهٔ ۱۹۴۶) بازیکن فوتبال اهل آرژانتین است.
از باشگاه‌هایی که در آن بازی کرده‌است می‌توان به باشگاه فوتبال روساریو سنترال و باشگاه فوتبال بوکا جونیورز اشاره کرد.